# Atractocarpus pancherianus
Espèce
Synonymes
- Randia pancheriana Guillaumin, 1929[1]

Atractocarpus pancherianus est une espèce de plantes de la famille des Rubiaceae endémique à la Nouvelle-Calédonie et protégée.

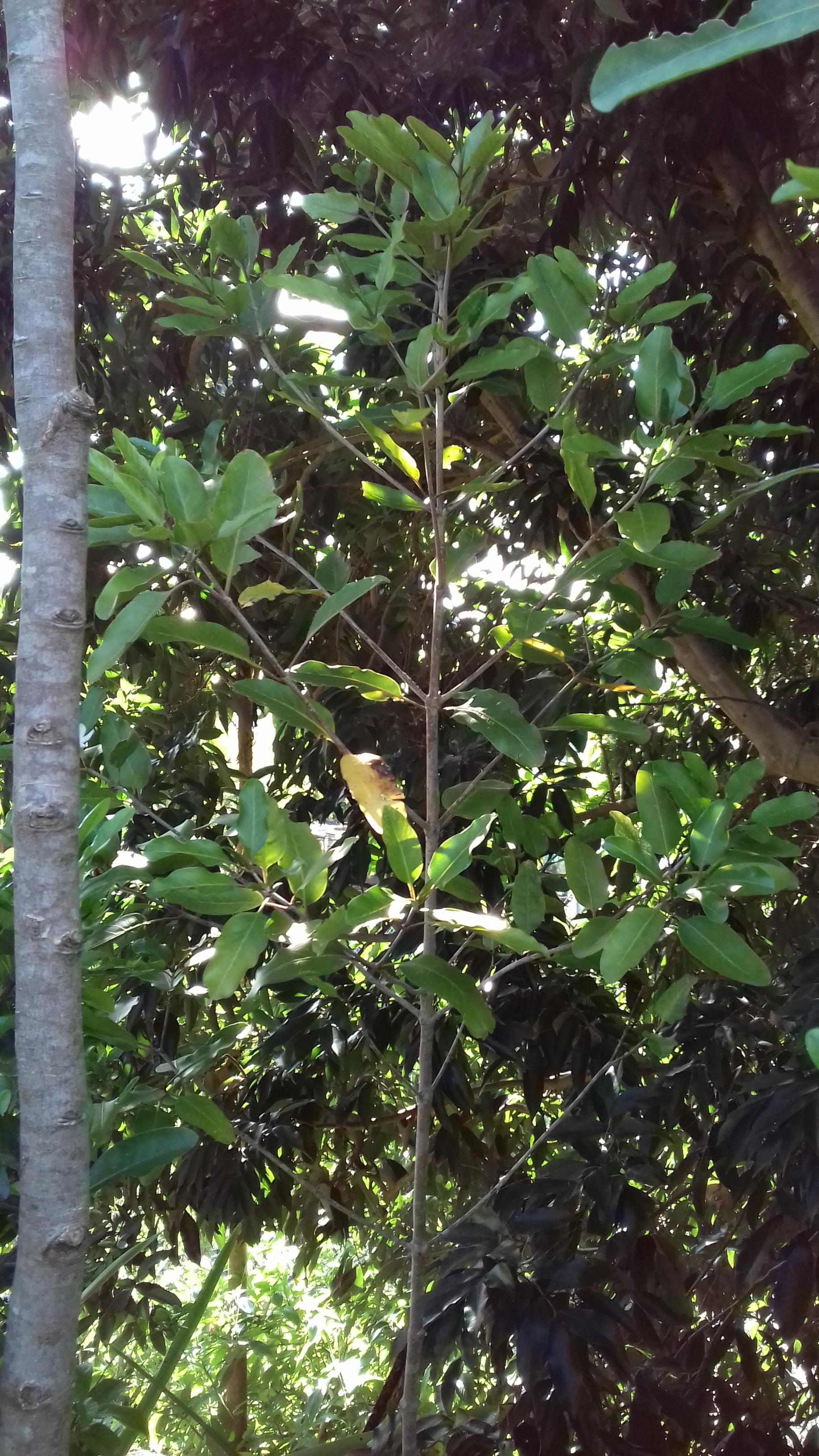
Jeune Atractocarpus pancherianus

## Description

### Aspect général
L'espèce se présente comme un petit arbre (4 à 5 m) à la cime dense.

### Feuilles
Les feuilles se caractérisent par une nervure jaune très visible.

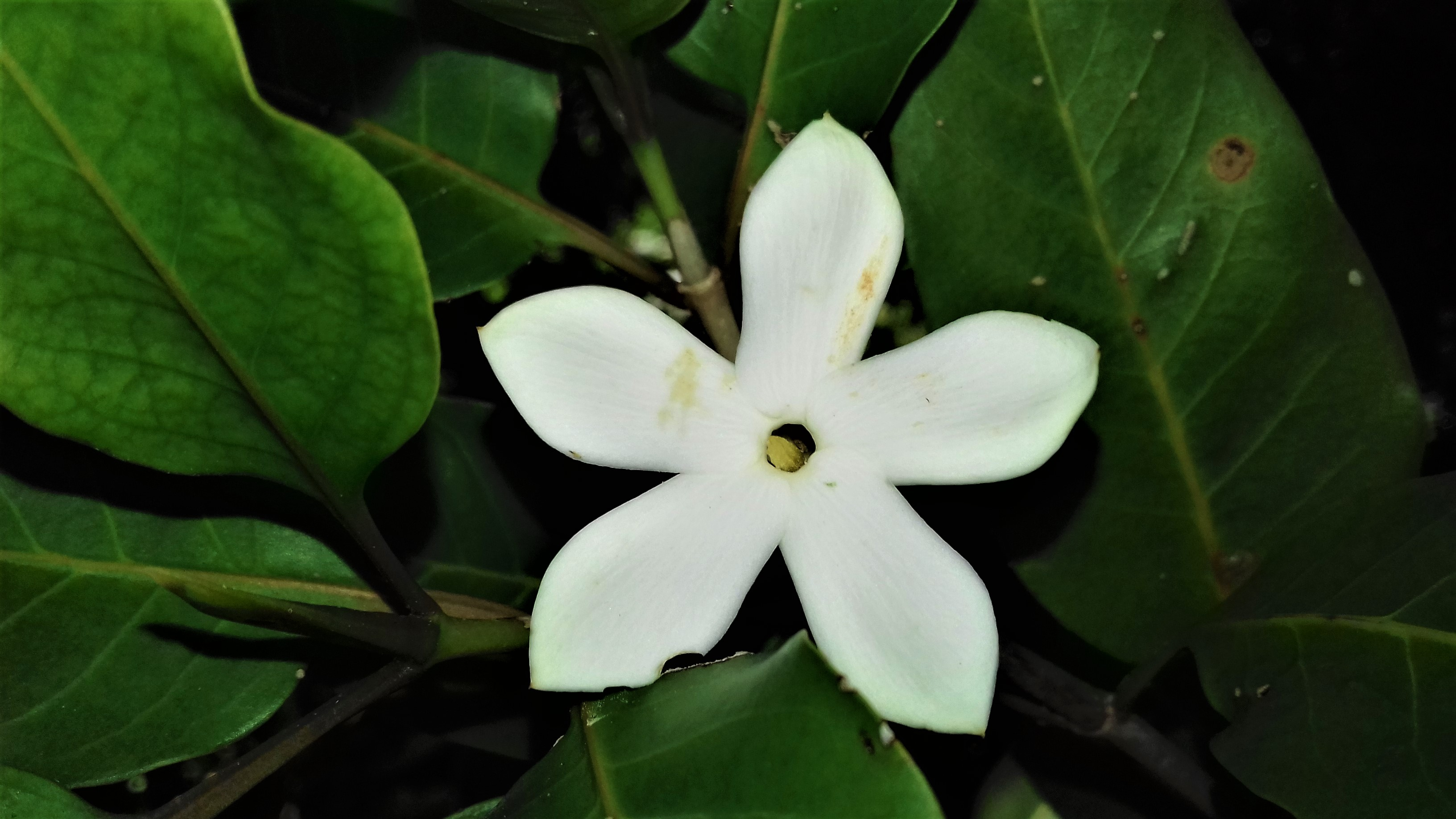
Fleur

### Fleurs
Les fleurs sont blanches.

### Fruits

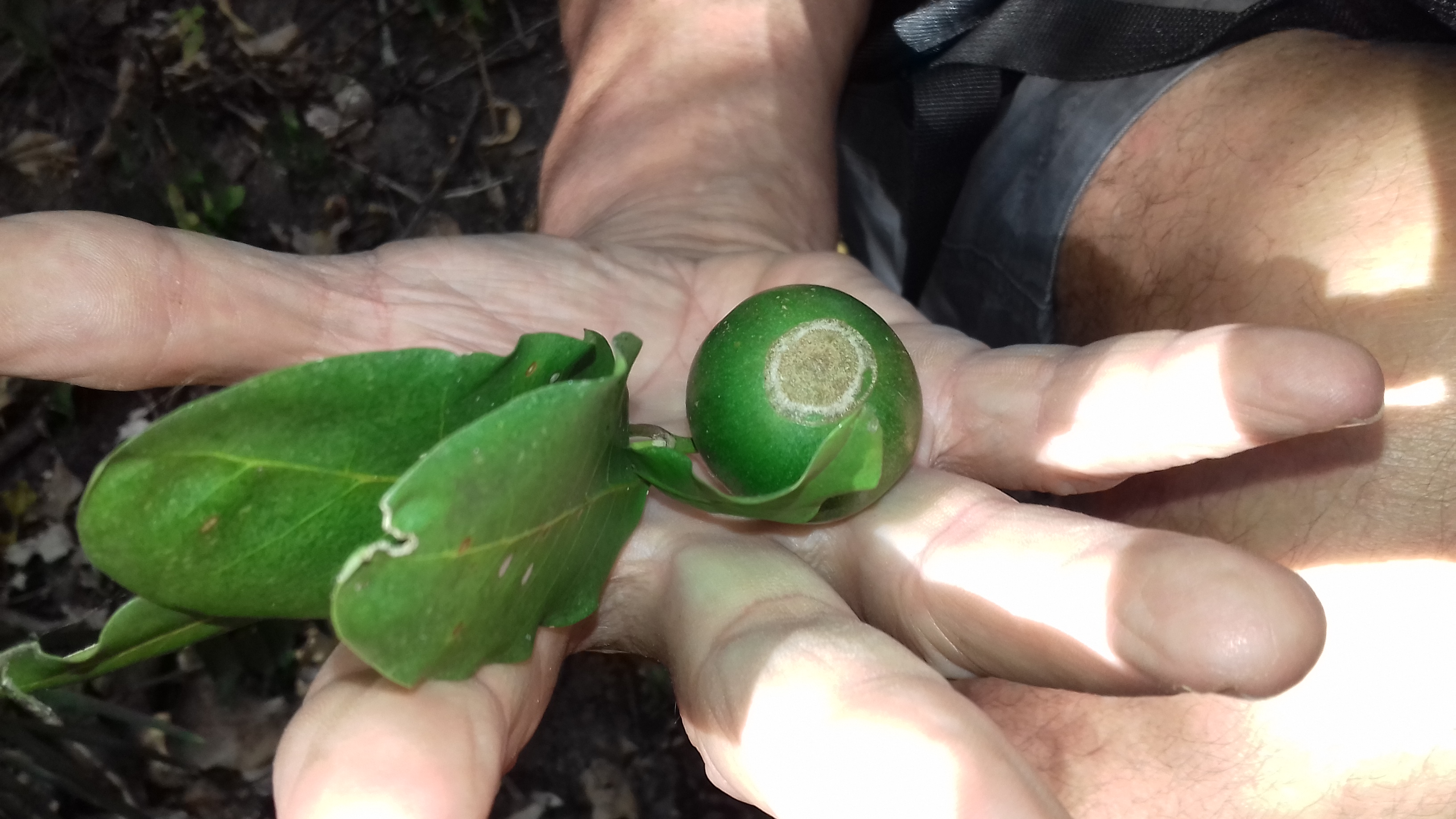
Fruit

Les fruits sont vert pâle et contiennent quelques dizaines de graines.

## Répartition
Cette espèce, endémique à la Nouvelle-Calédonie, se développe dans les forêts sèches sur un sol schisteux.

## Publication originale
- A. Guillaumin, « Révision des Rubiacées de la Nouvelle-Calédonie », Archives de botanique. Mémoires, vol. 3, no 5,‎ 1929, p. 10 (ISSN 1248-4350, lire en ligne).